# دونگی برانتیچی
دونگی برانتیچی (به صربی: Donji Branetići) یک منطقهٔ مسکونی در صربستان است که در ناحیه موراویتسا واقع شده‌است. دونگی برانتیچی ۱۳۴ نفر جمعیت دارد.